# سلطان بن مصطفى الحرفوشي
الأمير سلطان بن مصطفى الحرفوشي البعلبكي الخزاعي، من أمراء الحرافشة الذين تولوا الحكم في بعلبك وشرقي البقاع اللبناني وحكموا ما يقارب من ثلاثة قرون ونصف من العام 1497م حتى 1865م. هو شقيق الأمير جهجاه ووزيره وقائد عسكره ورفيقه في معظم المعارك التي خاضها الإخوان بوجه الجزار وغيره من ولاة الشام وحكام الشوف وسائر الساعين لتقويض الإمارة والطامعين فيها كما جاء في كتاب تاريخ الشيعة في لبنان، سعدون حمادة، دار الخيال، الطبعة الثانية 2013، مجلد1، ص 326.

## نبذة عنه

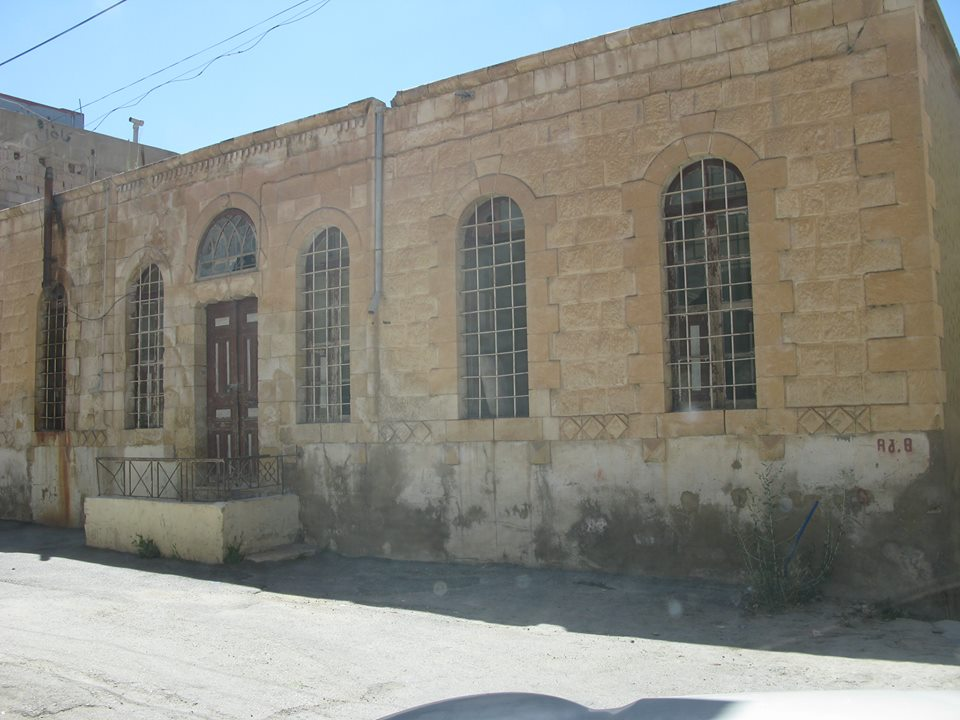
قصر قديم في قرية العين كان ملكاً للمير سلطان بن مصطفى، و الذي صودر لاحقا من قبل الدولة العثمانية.

الأمير سلطان بن الأمير مصطفى الحرفوشي الخزاعي هو من أمراء آل حرفوش المشهورين حكام بلاد بعلبك«الذين ينتهي نسبهم إلى حرفوش الخزاعي، من خزاعة العراق، سار جدهم مع سرايا الفتوح واستقر في غوطة دمشق.ولما توجه أبو عبيدة بن الجراح إلى بعلبك عقد للخزاعي راية بقيادة فرقة» ويبدو أن السكنى حلت له في بعلبك، فأقام مع رافع السهمي يدرأ عنها أخطار الروم. «دانت بعلبك وقراها بعد ذلك لحكم الامراء بني الحرفوش وهم عائلة من الشيعة كانوا من الباس والسطوة والفروسية في مكان عظيم». «والتي يعتبر تاريخها وأخبارها حافلة بالأحداث والنزاعات والثورات والحروب والخطوب التي لازمت مسيرتها طيلة القرون العديدة التي بقيت تلعب الدور المحوري والأساسي في مناطق نفوذها الممتدة من حماة حتى صفد، وتمارس تأثيراً مباشراً في ولايات حلب ودمشق وطرابلس».

إخوته الأمير أمين بن مصطفى الحرفوشي والأمير جهجاه بن مصطفى الحرفوشي الذي كان سلطان شقيقه ووزيره وقائد عسكره ورفيقه في معظم المعارك التي خاضها الإخوان بوجه الجزار وغيره من ولاة الشام وحكام الشوف وسائر الساعين لتقويض الإمارة والطامعين فيها، توفي الأمير سلطان في العام 1255 هـ و«دفن بقرية العين (بعلبك)» وهو أيضاً جد الأمير أحمد بن محمد بن الأمير سلطان الحرفوش.

## ولده
الأمير محمد ومن الأشعار التي توثق تاريخ ولادتة عام 1243هـ هذه الأبيات للسيد محمد الحسيني آل مرتضى:
وطريقة احتساب تاريخ الميلاد: هي الكلمة بعد تاريخي وهي (وبالرغد) تساوي 1243.

## دوره في إسترجاع حكم بعلبك
"في تاريخ بعلبك ان عثمان باشا والي دمشق ارسل عسكرا فقبض على الأمير مصطفى وإبنه جهجاه فتخلص جهجاه من يد العسكر وذهب إلى العراق إلى بني عمه من خزاعة وعاد سنة 1786 م، وعلم حينها أن بطال باشا والي دمشق ارسل حاكما جديداً على بعلبك فجمع الأمير جحجاه مائة مقاتل من رجاله وخاصة من رجال مدينة زحلة ودخل بهم بعلبك خلسة وانتصر على الحاكم الذي نصبه والي دمشق عليها، وكان والي دمشق في هذه الأثناء قد عزم على الخروج إلى الحج فلم يتمكن من إرسال عسكرهُ إلى بعلبك لإستردادها، فلما عاد سنة 1787 م أرسل إليها عسكراً قوامهُ ألفا ومائتي فارس فالتقاه الأمير جهجاه وأخوه الأمير سلطان بالمائة مقاتل وكمنت فرقة منهم في مضيق القرية فلما وصل الفرسان إلى المضيق أطلقوا عليهم الرصاص وخرجوا إليهم وانهزمت عساكر الوالي وتبعهم رجال الأمير إلى قرية السلطان إبراهيم وأثخنوا فيهم الجراح ولم يؤذ من رجال الأميرجهجاه الا نفر قليل. 

وفي سنة 1806 وقعت النفرة بين الأمير جهجاه وأخيه الأمير سلطان فظاهر جمهور الحرافشة سلطانا لاستبداد جهجاه فيهم فحنق جهجاه ونزح إلى بلاد عكار وبقي هناك إلى أن أصلح ذات بينهما الأمير بشير الثاني الشهابي الكبير عام 1807 م، وميل الناس إلى سلطان لا يدل على أنه خير من جهجاه فالناس كما قال ابن الوردي "ان نصف الناس أعداء لمن ولي الأحكام هذا ان عدل "ثم حكم بعد جهجاه اخوه الأمير امين. وفي سنة 1820 سولت للأمير نصوح بن جهجاه نفسه الخروج على عمه سلطان واستنجد بالأمير بشير فأنجده بعسكر، وعندما علم سلطان وأخيه أمين بذلك نزحاَ إلى الهرمل، فسعى وراءهماَ نصوح لطردِهماَ منها فلم يَجدهُما لأنهما كاناَ قد تركاهاَ. وإذ رأى نصوح ان معاندة عمه لا تجديه نفعا وان أهل البلاد لا تميل إليه لأن عمه أحق منه بالحكم اتاه طالبا العفو فعفا عنه".

### الصلح بعد النفرة بين الشقيقين
مع أن جهجاه قضى على منافسيه، وأرتاح مدة تزيد على العشر سنوات برز مناوئ جديد هو شقيقه سلطان. فدب الشقاق بينهما سنة 1807، ورحل سلطان إلى بلاد حمص ثم أصلح امرهما الأمير بشير الشهابي وعاد سلطان إلى امتثال أوامر أخيه.
هذا الشقاق استغله والي الشام يوسف كنج الكردي، وغضب على جهجاه فتوسط الأمير بشير لتسوية النزاع بين جهجاه والوالي الكردي، وتم التصافي لقاء مبلغ من المال. وكان على جهجاه ان يدفع الثمن للأمير بشير توددا إليه. ولما كان الأمير بشير يطمع في امتلاك كرك نوح التابعة للحرافشة، كتب جهجاه وثيقة بأسماء قاسم، وخليل، وأمين أبناء بشير الشهابي وملكهم إياها
و هنأه بذلك نقولا الترك:
وسرعان ما تعكر صفو العلاقات بين الشقيقين، فاغتنم الأمير سلطان وجود كنج باشا والي دمشق في حماة فزاره سنة 1809م وأغراه بدفع ثلاثماية كيس ثمنا لولاية بعلبك. فلبى الوزير رغبته وأرفده بعسكر للتغلب على جهجاه والسيطرة على بعلبك.

لما علم جهجاه بالخطة، أرسل عياله إلى بلاد عكار 
و نهض برجاله إلى الكرك وفي شهر نيسان سنة 1809م وصل سلطان مع عساكر الباشا إلى بعلبك وتقدم لمحاربة أخيه في كرك نوح. ونشبت المعركة فسقط فيها ثلاثة قتلى من جماعة جهجاه وتراجع إلى قرية زحلة، فحضر لمساندته الشيخ ضاهر التل من مشغرا. وكان الأمير بشير الشهابي يميل إلى الأمير جهجاه. فقام بدور الوسيط مع سليمان باشا والي عكا لإقناع كنج يوسف باشا بعودة جهجاه إلى حكم بعلبك وافق كنج يوسف باشا شرط أن يقيم الأمير جهجاه مدة وجيزة في قرية زحلة ريثما يدفع الأمير سلطان الأموال المترتبة عليه. لكن جهجاه مل المماطلة وكان حذراً من تصرفات الولاة فلم يأمن لهم وسار إلى عكار. وهناك أنشد قصيدة من الشعر العامي بين فضله على الحرافشة وذكر مواقفه المشهورة واستعاد أمجاد أجداده.
أقام سلطان في بعلبك يجبي الأموال، ويغدق على الوزير ليشمله بعطفه ورضاه. وأخوه جهجاه في عكار يرسل الوفود لإصلاح ذات البين. وكان صديقه الملا إسماعيل والي حماه في حركة دائبة لإعادته إلى بعلبك وكان كنج يوسف باشا يصر على مثول جهجاه أمامه
كي يصفح عنه وينظر في أمره. مل جهجاه هذه المفاوضات وعاد إلى أخيه سلطان مع ستة أشخاص من اتباعه. وقنع بأن يأخذ مرتباً يكفيه معاشه وتنازل عن حكم بعلبك لأخيه. ولكن سلطان استبد بجهجاه وأذل أتباعه وأودع بعضهم السجون. وعزم على التخلص من شقيقه. ولما أحس جهجاه بالشر. فر ليلا إلى صديقه الملا إسماعيل في حماه وعندما علم الأمير بشير الشهابي بأمر جهجاه فأوصى الملا إسماعيل به خيراً. فتوسط الملا مع كنج يوسف. فقبل عودة جهجاه إلى الحكم لقاء مائة الف غرش ولما أحضر المال اعتذر الباشا وقال أنا فرضت المال عقبة في طريق عودة جهجاه. أما وقد أحضر المال فلا أستطيع أن انكث وعدي للأمير سلطان.

و أقام جهجاه عند صديقه ينتظر الفرج. وصدف ان عزل كنج يوسف باشا عن دمشق وتولى مكانه سليمان باشا والي عكا بمساعدة الأمير بشير الشهابي، فلما تم له ذلك قرر الأمير جهجاه على حكم بلاد بعلبك سنة 1810م. وما لبث سليمان باشا ان غضب على الملا إسماعيل والي حماه فلجأ إلى بعلبك سنة 1811م وأقام عند صديقه جهجاه مدة شهرين اجرى خلالهما اتصالات مع الباشا فأبدى الرضا وأعاده إلى حماه.

أما الأمير سلطان فلاذ بعبود سك ابن عم علي بك الأسعد حاكم بلاد عكار. وظل يتحين الفرص لمقابلة سليمان باشا، ولما زار الأخير حماه، بادر إليه سلطان ودفع له رشوة مايتين الف غرش. فأعاده بعد تردد إلى حكم بعلبك. وكان جهجاه حذراً يرقب تحركات شقيقه، فوافته الأخبار بقدوم سلطان مع جيش الوالي، فغادر بعلبك مع عياله إلى بلاد الضنية وتسلم سلطان زمام الأمور وكان جهجاه قد جمع الأموال الأميرية من البلاد. فجباها سلطان مرة ثانية. فضج الناس وخصوصاً مزارعو جبل لبنان، فرفعوا مظلمتهم إلى الأمير بشير الثاني الشهابي الذي أقنع الوالي برفع مظالم سلطان.

ولما كانت إمارة بعلبك تباع سنوياً من أمير حرفوشي. تبعا لنظام المزايدة سعى جهجاه إلى استعادة إمارتها. فتحرك في مطلع 1228هـ/ 1813م وحل بالهرمل. وأجرى المفاوضات بواسطة صديقه الملا إسماعيل والي حماه. واستاء سلطان من وجود شقيقه في الهرمل فتأهب لطرده. ولما ورده قرار الباشا بتولية جهجاه، فضل الفرار فأدركه جيش الباشا في الطريق، فساقوه إلى دمشق فأودع السجن لإنه لم يؤد كل الأموال التي التزم بدفعها، وعاد جهجاه لبعلبك.
أدى سلطان ما عليه من أموال ثمناً للإفراج عنه، وتوجه إلى بلاد عكار وبعد مدة طلب الصفح من أخيه جهجاه فتجاوز عن سيئاته وإستقدمه إلى مسقط رأسه.

## قلاع إمارة بعلبك الحرفوشية
1. بعلبك
2. اللبوة
3. العين (بعلبك)
4. رأس بعلبك
5. حدث بعلبك
6. سرعين
7. كرك نوح
8. قب الياس
9. مشغرة[20]

## قصيدة زجلية تؤرخ معارك سلطان وبعض الأمراء
ويروي الشيوخ قصيدة زجلية باللغة العامية قالها الأمير حمد الحرفوش:
و المقصود ب بوظو والي دمشق الوزير محمّد آغا بوظو، والمقصود بالعبد محمد آغا العبد الذي عينه والي دمشق حاكماً على بعلبك، حيث قام الأميران سلطان وجهجاه بإزاحته عن الحكم واستعادة الإمارة.وأمّا حادثة عجاج، فكان هذا نسيب أحمد باشا اليوسف فحضر بخمسمئة فارس لمُقاومة الأمير جواد الحرفوش ـ المُلقّب بأبي السعود ـ فوقع قتيلاً، وذلك بزمَن الدولة المصريّة.ويوم عَين الوعول يُنسب إلى تلك العين الواقعة شمالي بعلبك، وكانت العساكر المصريّة سَنة 1832 ـ وعددها أربعمئة فارس ـ تُطارد الأمير أميناً الحرفوشي وولده الأمير قبلان.

وقد روى القاضي والأديب والمؤرخ حسن الأمين تاريخه وتاريخ آبائه وأجداده الذين كانوا حكاماً وفرساناً وعلماء، فمنهم على سبيل المثال العالم الكبير محمد الحرفوشي وكذلك كان منهم الشعراء الذين تفوقوا في شعر الفروسية مثل الأمير موسى بن علي الحرفوش، وذلك ضمن حلقات تليفويونية «القاضي حسن الأمين يروي آل حرفوش بعلبك»- على اليوتيوب

## راية إمارة آل حرفوش
كان للأمراء الحرفوشيون إمارة الطبلخانة من راية وطوخ وطبول وزمور فإذا مشوا تدق أمامهم الطبلتان وتتقدمهم رايتهم الحمراء ذات الخط الأخضر، والتي اشتهرت تحت مسمى الراية الحرفوشية.

## وصيته عند الدفن
أوصى أن يدفن بجوار الشيخ حيدر (محفوظ) العاملي، الهرملي الذي كان من العلماء الصالحين، والفقهاء العاملين، جليل القدر، عظيم الشأن، في قرية العين من أعمال بعلبك.

## مواقع
مدونة جبل عاملة: معاشات أمراء آل حرفوش من صفحة (الدار_السلطانية_ومتصفح_الوثائق_العثمانية)

## الهوامش
1. ↑  تاريخ بعلبك، ألوف، صفحة 86.
2. ↑  القاضي حسن الأمين يروي آل حرفوش بعلبك "على اليوتيوب"
3. ↑  أعيان الشيعة، السيد محسن الأمين، الجزء السابع، ص 272.
4. ↑  تاريخ الشيعة في لبنان، سعدون حمادة، دار الخيال، طبعة 2013، ج 1،  صفحة 258.
5. ↑  تاريخ الشيعة في لبنان، سعدون حمادة، دار الخيال، الطبعة الثانية 2013، مجلد1، ص 326.
6. ↑  مناظرات في الإمامة، عبد الله الحسن، ج 4، مناظرة 45،ص 24.
7. ↑  أعيان الشيعة, السيد محسن الأمين, ج 4, صفحة 273
8. ↑  القحطاني، طارق بن سعيد، أسرار الحروف وحساب الجمل، جامعة أم القرى، المملكة العربية السعودية، 1429 - 1430 هـ، ص 24.
9. ↑  أعيان الشيعة، السيد محسن الأمين،الجزء السابع، ص 277.
10. ↑  أخبار الأعيان: 118.،تاريخ بعلبك، د. حسن نصر الله، مؤسسة الوفاء، طبعة أولى ، ج1، ص 296.
11. ↑  دواني القطوف: 231.، تاريخ بعلبك، حسن عباس نصر الله،موسسة الوفاء،طبعة أولى 1984، مجلد1، ص 296.
12. ↑  Documents Diplomatiques. 4M 232
13. ↑  تاريخ بعلبك، حسن عباس نصر الله، مؤسسة الوفاء، طبعة أولى 1984، مجلد1، ص 297.
14. ↑  الشدياق:555.
15. ↑  الشدياق:392، الشهابي: 560، تاريخ بعلبك، حسن عباس نصر الله، مؤسسة الوفاء، طبعة أولى 1984، مجلد1، ص 298.
16. ↑  الشهابي: 572.، تاريخ بعلبك، حسن عباس نصر الله، مؤسسة الوفاء، طبعة أولى 1984، مجلد1، ص 298.
17. ↑  الشهابي: 581. ، حسن عباس نصر الله، مؤسسة الوفاء، طبعة أولى 1984، مجلد1، ص 299.
18. ↑  الشهابي: 586 و 587. ، حسن عباس نصر الله، مؤسسة الوفاء، طبعة أولى 1984، مجلد1، ص 299.
19. ↑  الشهابي: 594. ، حسن عباس نصر الله، مؤسسة الوفاء، طبعة أولى 1984، مجلد1، ص 299.
20. ↑  تاريخ الشيعة في لبنان، سعدون حمادة، دار الخيال، طبعة ثانية2013، المجلد 1، صفحة 312. ،
21. ↑  تاريخ بعلبك، نصر الله، مؤسسة الوفاء، طبعة أولى، مجلد1، ص 296
22. ↑  دواني القطوف، عيسى إسكندر المعلوف، ص 267و268.
23. ↑  المعلوف، عيسى إسكندر، الأمراء الحرفوشيون، مجلة العرفان، كانون الثاني سنة 1924، الجزء الرابع، مجلد 9، ص 296
24. ↑  موقع الجيش اللبناني أعلام رفعت في أراضينا نسخة محفوظة 16 ديسمبر 2019 على موقع واي باك مشين.
25. ↑  السيدالصدر حسن، تكملة أمل الآمل الترجمة رقم 165 ص 151 نسخة محفوظة 31 يناير 2021 على موقع واي باك مشين.

| ألقاب ملكية                  | ألقاب ملكية                       | ألقاب ملكية                  |
| ---------------------------- | --------------------------------- | ---------------------------- |
| سبقه جهجاه بن مصطفى الحرفوشي | أمير بعلبك و البقاعين 1809 - 1810 | تبعه جهجاه بن مصطفى الحرفوشي |